# Cornone di Blumone
Der Cornone di Blumone ist ein 2843 Meter hoher Berg in der Adamellogruppe in der italienischen Region Lombardei, Provinz Brescia.

## Karte
- Kompass Verlag, Wanderkarte 1:40.000, Blatt 070, Adamello-Brenta